# Misure e pesi in Lombardia fino al XVI secolo
Storia delle unità di misura utilizzate in Lombardia fino al XVI secolo.

## XI sec.

### Milano
Secondo gli scritti di Angelo Mazzi, nel secolo XI a Milano vennero adottate unità di misura derivate da quelle romane e longobarde:
- lunghezze - il braccio, derivato da due piedi romani; il piede, per le misure agrarie, ripreso da quello longobardo
- superfici - unità di misura derivate dal piede longobardo
- pesi - libbra romana
- capacità per aridi - il moggio longobardo (pari a {\textstyle {\frac {1}{2}}} del piede romano cubico, cioè {\textstyle {\frac {1}{16}}} del nuovo braccio cubico) divenne il nuovo staio (il nuovo moggio pari a metà del braccio cubico)
- capacità per liquidi - la brenta originariamente sarebbe stata pari a un terzo del braccio cubico

## XIII sec.

### Milano
Nella rubrica XXXI del Liber consuetudinum Mediolani del 1216 erano raccolte alcune indicazioni per le unità di misura milanesi.
Il campione di riferimento per le unità di lunghezza era dato dalla pietra della Pescaia (de Piscaria).
Le unità di peso dovevano essere in metallo; la libbra giusta (libra iusta) era di 28 once con possibilità di errore di sei denari in eccesso e due denari in difetto; la libbra sottile da 12 once era valida se entro tre denari in eccesso e due in difetto.
Per l'anno 1228 Bernardino Corio cita una riforma delle unità di misura e di peso, senza specificarne i dettagli. Con questa riforma, secondo il Mazzi, venne modificato il valore dello staio per gli aridi: uno braccio cubo passò da 16 staia a 12 staia, cioè uno staio passò da 108 a 144 once cubiche del braccio.

## XIV sec.

### Milano

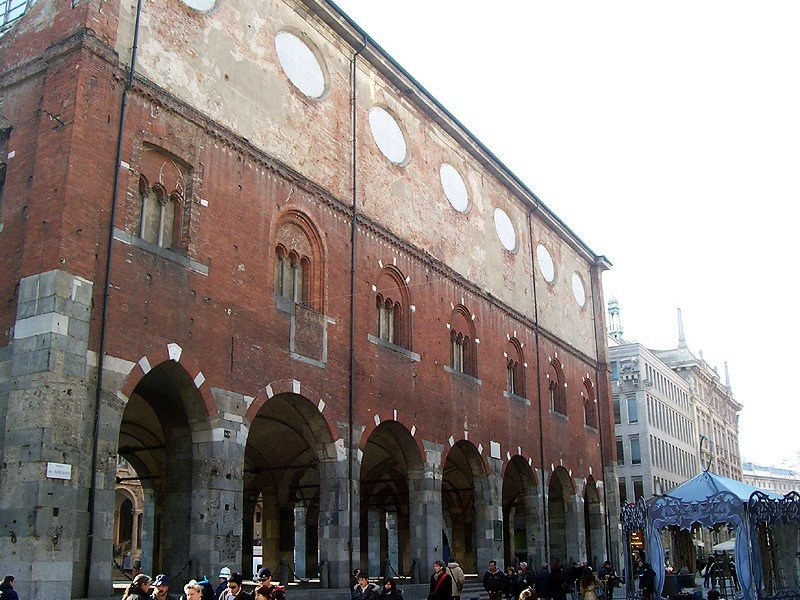
Palazzo della Ragione (Broletto) in Piazza Mercanti

Negli Statuti del XIV sec. era considerato come campione del braccio milanese quello inciso in una pietra presso il Broletto. Nel 1775 tale campione era indicato come non più esistente, mentre nel 1778 si indicava una pietra nel terreno in Piazza Mercanti posta di fronte alla Casa dei Panigarola con incise tre diverse misure di lunghezza, forse i tre antichi bracci (braccio da seta, braccio da legname, braccio da panno) in uso a Milano prima della riforma del 1781.
Il braccio da seta e quello da panno erano in uso fin dal XIV sec. e chiamati rispettivamente anche braccio minore e braccio maggiore.  Secondo alcuni autori, in origine costituivano rispettivamente un quinto e un quarto del trabucco.